# دینالی اچ۳
دینالی اچ۳ ایزی‌فلایر (به انگلیسی: Dynali H3 EasyFlyer) یک بالگرد بسیار سبُک بلژیکی ساخت شرکت دینالی است که یا بصورت مونتاژشده یا کیت ارائه می‌شود. این بالگرد برای آموزش پرواز ساخته شده‌است و در کلاس ۶ میکرولایت اروپایی قرار دارد. بالگرد دینالی اچ۳ دارای یک عدد موتور روتکس ۹۱۲ آب‌خنک/هواخنک است که ۱۱۰ اسب بخار نیرو تولید می‌کند. همچنین موتور روتکس ۹۱۴ با قدرت ۱۱۵ اسب بخار بصورت آپشن موجود است.

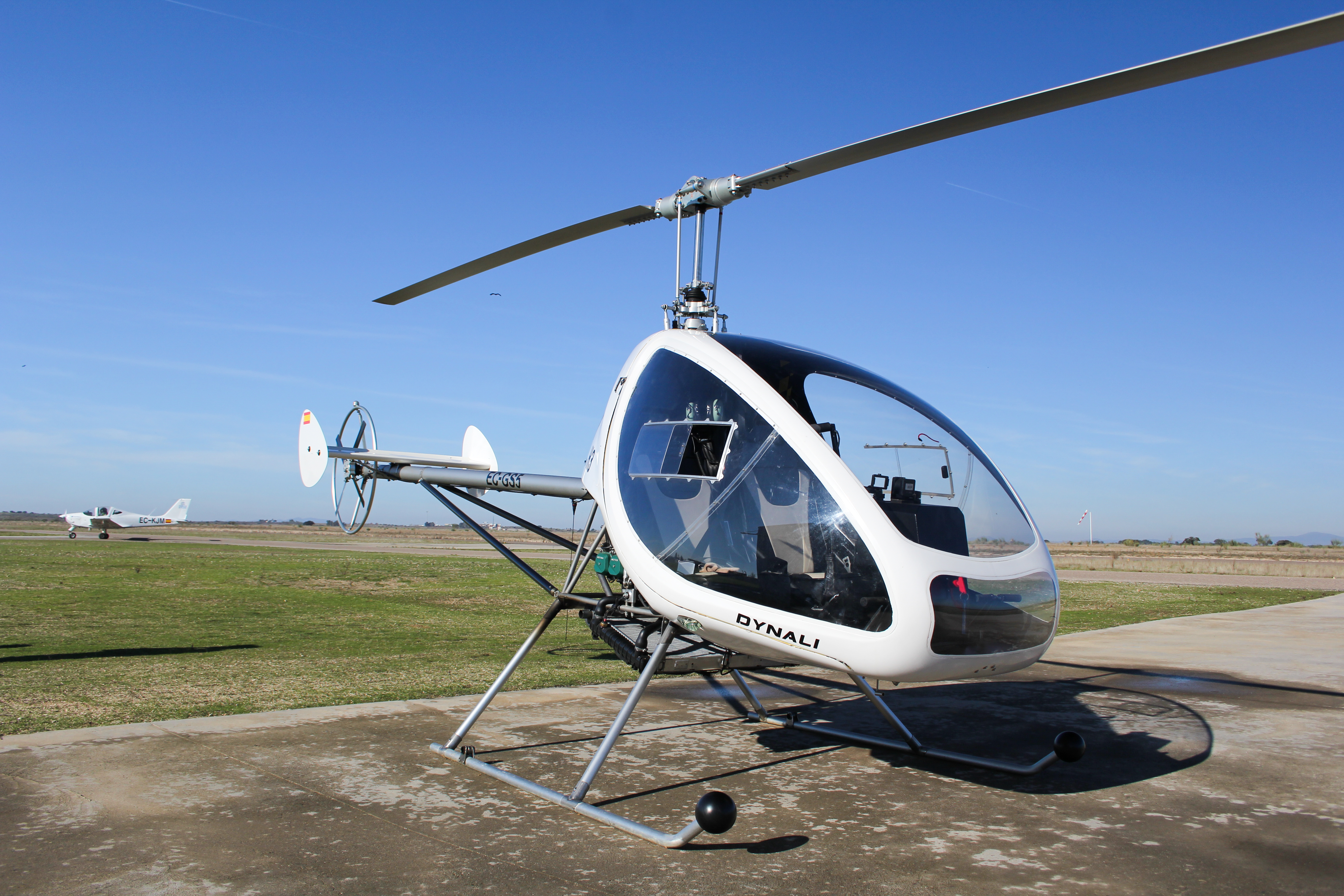

## مشخصات
داده‌ها از Tacke and manufacturer
ویژگی‌های عمومی
- خدمه: one
- ظرفیت: one passenger
- وزن خالی: ۲۸۵ کیلوگرم (۶۲۸ پوند)
- وزن ناخالص: ۵۰۰ کیلوگرم (۱٬۱۰۲ پوند) in the LSA category
- ظرفیت سوخت: ۶۰ لیتر (۱۳ گالون بریتانیایی؛ ۱۶ گالون آمریکایی)
- پیشرانه: ۱ عدد four cylinder, liquid and air-cooled, four stroke aircraft engine Rotax 912ULS, ۷۵ کیلووات (۱۰۰ اسب بخار)
- قطر روتور اصلی:  ۷٫۱۴ متر (۲۳ فوت ۵ اینچ)
- مساحت روتور اصلی: ۴۰ متر مربع (۴۳۰ فوت مربع)

عملکرد
- سرعت کروز: ۱۳۰ کیلومتر بر ساعت (۸۱ مایل بر ساعت، ۷۰ گره)
- بیشینه سرعت مجاز: ۱۵۵ کیلومتر بر ساعت (۹۶ مایل بر ساعت، ۸۴ گره)
- مداومت پروازی: 3 hours
- حداکثر ارتفاع: ۳٬۰۰۰ متر (۱۰٬۰۰۰ فوت)
- نرخ صعود: ۴٫۶ متر بر ثانیه (۹۰۰ فوت بر دقیقه)
- بارگیری دیسک: ۱۲٫۵ کیلوگرم بر متر مربع (۲٫۶ پوند بر فوت مربع)